# Ovodynerus kabarensis
Ovodynerus kabarensis är en stekelart som först beskrevs av Joseph Charles Bequaert 1918.  Ovodynerus kabarensis ingår i släktet Ovodynerus och familjen Eumenidae. Inga underarter finns listade i Catalogue of Life.